# Exit (фестивал)
 (транскр.  Егзит; стилизовано EXIT) је музички фестивал који се одржава једном годишње код Кеопсове пирамиде у Гизи. Први Exit фестивал одржан је 2000. на универзитетском кампусу у Новом Саду, док је након тога до 2025. био на Петроварадинској тврђави. Вишеструки је добитник међународних награда за најбољи фестивал.
Готово четири милиона људи из више од стотину земаља широм света посетило је Exit, који је током свог постојања угостио неке од највећих музичких звезда данашњице, као и многобројне домаће и регионалне извођаче. Био је највећи фестивал овог типа у Србији, док је на другом месту Sunny Hill Festival.

## Историја
Фестивал је основан 2000. године у Новом Саду као студентски покрет који се бори за демократију и слободу у Србији и на Балкану. После општих избора у Југославији 2000. године, Exit се 2001. преселио из универзитетског парка у Петроварадинску тврђаву. Међутим, друштвена одговорност је и даље била кључни аспект његових активности. 
У фебруару 2007. године оснивач и већински власник Душан Ковачевић, заједно са својим сарадницима, одлучио је да фестивал поклони граду Новом Саду након екстерних понуда за преузимање манифестације, са циљем да фестивал остане унутар града. Критичари су сматрали да је на тај начин управљање фестивалом препуштено владајућој политичкој странци, што је по њиховом мишљењу било супротно од онога на шта се покрет претходно фокусирао.
Године 2007. Exit је освојио Британску фестивалску награду за најбољи фестивал у иностранству, а био је проглашен за најбољи европски фестивал на додели награда Јуроуп. Године 2013. и 2017. освојио је награду за најбољи већи фестивал на додели Европских фестивалских награда.
Године 2006. The Observer је прогласио Exit за најбољи фестивал по свом избору на листи 25 најбољих туристичких искустава. The Guardian га је уврстио међу „12 најбољих путовања за 2008. годину”.
Међународно издање канала CNN, CNN World Fiesta, уврстило је Exit на листу девет најбољих музичких фестивала на свету у 2011. години. Године 2013. Euronews је уврстио Exit на шесто место у свом избору од 10 европских музичких фестивала. Године 2018. BBC News је назвао Exit једним од највећих светских музичких фестивала, који је угостио више од 200.000 људи из 60 земаља. У јуну 2019. године Forbes је објавио чланак у којем тврди да је „захваљујући предстојећем Exit фестивалу, Србија постала фестивалско средиште вредно пажње”.
Superbrands Serbia уврстио је Exit као један од седам супербрендова јавног урбаног идентитета за 2006—2007. У марту 2018. године у Сарајеву је Савет за регионалну сарадњу доделило фестивалу титулу Шампиона регионалне сарадње за 2017. годину.
Exit организује седам догађаја у пет земаља Југоисточне Европе: No Sleep Festival (Београд, Србија) у априлу и новембру, Sea Star Festival (Умаг, Хрватска) у мају; Exit Festival (Нови Сад, Србија) и Sunland Festival (Приморско, Бугарска) у јулу; Revolution Festival (Темишвар, Румунија) и Sea Dance Festival (Будва, Црна Гора) у августу и Ada Divine Awakening Festival (Ада Бојана, Црна Гора) у септембру. Претходно је Exit организовао и Festival 84 (Јахорина, Босна и Херцеговина), који је отказан у фебруару 2019. године из административних разлога ван контроле организатора.
Због пандемије ковида 19, фестивали које је Exit планирао за 2020. одложени су до 2021. године, осим фестивала Sea Star, Revolution и No Sleep, који су одложени за 2022. годину. Новосадски Exit festival, који је прво померен за август 2020, на крају је одложен за јул 2021, а 4 дана полувиртуелног издања организовано је у септембру 2020. године, у оквиру глобалног Life Stream пројекта. Током четири дана, само 250 посетилаца могло је да се прикључи уживо, док су снимци наступа потом у осмодневном стриминг фестивалу крајем септембра представљени вишемилионској публици широм света.
У јулу 2021. Exit је постао први велики фестивал који се одржао у Европи од почетка пандемије ковида 19, што су као историјски моменат пренели водећи светски медији попут Billboard-a, IQ Mag-a, Variety-a и NME-a, а ово издање фестивала угостило је око 40.000 посетилаца дневно.
Издање Exit festivala под слоганом „Together. Always!” одржано је 2022. године у пуном пређашњем капацитету у односу на године пандемије, на преко 40 бина и зона и три бине које су унапређене у односу на претходне године. Током четири дана фестивал је посетило око 200.000 људи, а главни извођачи били су Nick Cave & The Bad Seeds и Calvin Harris, Iggy Azalea, Masked Wolf, ZHU, Sepultura и други.

## Поставе
| Година                         | Место                             | Датум                                         | Посетиоци | Главни извођачи | Остали извођачи | Тема    |
| ------------------------------ | --------------------------------- | --------------------------------------------- | --------- | --- | --- | ------- |
| 2000.                          | Универзитетски кампус, Нови Сад   | 29. јун — 24. октобар                         | Н/Д       | Н/Д | · Деца лоших музичара |         |
| 2001.                          | Петроварадинска тврђава, Нови Сад | 6—14. јул                                     | 150.000   | Н/Д | Banco de Gaia, Лук Слејтер, Макс Ромео, Kosheen, Финли Квеј, Тони Ален, , Боб Синклер, Дарко Рундек, Анастасија, Влатко Стефановски, КУД Идијоти, Партибрејкерс, Рамбо Амадеус, , Макс Роуч, , Деца лоших музичара, |         |
| 2002.                          | Петроварадинска тврђава, Нови Сад | 5—13. јул                                     | 250.000   | · Аки Наваз · Ерик Мориљо | Бјесови, , Бренда Расел, Van Gogh, Велики презир, Вил Сол, Горан Баре, Grooverider, Дарен Емерсон, Darkwood Dub, Дарко Рундек, Дејвид Моралес, Del Arno Band, Дерик Картер, DJ Hype, Ева Браун, Електрични оргазам, Andy C, Зајон Трејн, Impact, Јарболи, КУД Идијоти, Лет 3, Love Hunters, Маршал Џеферсон, , Новембар, Обојени програм, Партибрејкерс, Психомодо поп, Рамбо Амадеус, Ритам нереда, Роберт Овенс, , Хладно пиво, Хорас Енди, Jungle Drummer, Џони Кларк, Celloman, Џукеле |         |
| 2003.                          | Петроварадинска тврђава, Нови Сад | 3—6. јул                                      | 220.000   | · Шејн Макгауан | Misty in Roots, Пит Тонг, Tim Deluxe, Џеф Милс, Рамбо Амадеус, Мизар, |         |
| 2004.                          | Петроварадинска тврђава, Нови Сад | 1—6. јул                                      | 240.000   | · (отказано) · | Стив Лолер, , Рамбо Амадеус, Партибрејкерс, Обојени програм, Адам Фриланд, 4hero, Нене Чери, Луна, Тимо Мас, Сандер Клејненберг, Роџер Санчез, Howie B, X-Press 2, Кен Иши, , , Сатоши Томије, Smokin Jo, Звонко Богдан, |         |
| 2005.                          | Петроварадинска тврђава, Нови Сад | 7—10. јул                                     | 150.000   | · Ијан Браун · Архангел · | , Дубиоза колектив, Нитин Сони, , Едо Маајка, Дисциплина кичме, , , Дејв Кларк (отказано), Јорис Ворн, MC Rage, Валентино Канзјани, Карл Кокс, , Дени Хауелс, Sasha, Ли Бариџ, Том Стефан, BodyRockers, Сенди Ривера, Дарен Емерсон, |         |
| 2006.                          | Петроварадинска тврђава, Нови Сад | 6—9. јул                                      | 150.000   | · Мориси · Били Ајдол · | Келис (отказано), , Дејв Кларк, Давид Гета, Дерик Меј, Ерик Придс, Ернан Катанео, Џејмс Забијела, Џеф Милс, , Ник Ворен, Стив лолер, Умек, Simian Mobile Disco, Џејмс Холден, Стив Анђело, b2b, Себастијан Ингросо, , & Dynamite MC, Soulfly, Ден Лилкер, Andy C & MCGQ, Сузана Вега, Рамбо Амадеус, Лет 3, Масимо Савић, Кирил Џајковски са Есмом Реџеповом & Владом Дивљаном, Нено Белан, Партибрејкерс, Шабан Бајрамовић, Канда, Коџа и Небојша, Фолтин, Кал, Ритам нереда, Обојени програм, Марчело, Феликс Лајко, Гарави сокак, Збогом Брус Ли, , Тамара Обровац, Слободан Тркуља, Дарко Рундек, (отказано), , (отказано), Goldie, Плејбој, Влатко Стефановски трио |         |
| 2007.                          | Петроварадинска тврђава, Нови Сад | 12—15. јул                                    | 190.000   | Дени Тенаља · Лорин Хил · | Green Velvet, Френки Наклс, Београдски синдикат, Џа или Бу, КУД Идијоти, Ритам нереда, Шабан Бајрамовић, Ричи Хотин, Роџер Санчез, Џон Дигвид, Ерик Придс, Трентемелер, Black Strobe, Пол Вулфорд, Себастјен Леже, Џастин артин, Groove Armada, Танја Стивенс, , Дубиоза колектив, Хладно пиво |         |
| 2008.                          | Петроварадинска тврђава, Нови Сад | 10—13. јул                                    | 190.000   | · Пол Велер · Ману Чао · | , Бјерк (отказано), , , Бен Вот, , , Франсоа К, , Лоран Гарније, Лет 3, Lollobrigida, Мигел Мигс, Лиса Шо, , Свен Фет, , Том Нови, , Бјесови, Дисциплина кичме, Едо Мајка, КУД Идијоти, Марки Рамон, Пекиншка патка, Ритам нереда, |         |
| 2009.                          | Петроварадинска тврђава, Нови Сад | 9—12. јул                                     | 165.000   | · Моби · Лили Ален · | Sasha, Џон Дигвид, Ричи Хотин, Dubfire, Стив Лолер, Ли Бариџ, Ерик Придс, Адам Бејер, Карл Кокс, Green Velvet, Џејмс Забијела, Ник Фанчули, Стив Анђело, Себастијан Ингросо, Сандер Клејненберг, Дарен Емерсон, , Пети Смит, , Ебони Боунс, , Мајке, Партибрејкерс, Макс Ромео, Хладно пиво, , Сибел, Амон Тобин, , (отказано), , и , Хајди, Џастин Мартин, Ги Борато, Марко Настић, Валентино Канзјани, Пол Вулфорд, , Обојени програм, , Такура, , Дубиоза колектив, Јарболи, Марчело, Нежни Далибор, |         |
| 2010.                          | Петроварадинска тврђава, Нови Сад | 8—11. јул                                     | 165.000   | Мика · Миси Елиот · | , , Рикардо Виљалобос, , Давид Гета, , Ерол Алкан, Hudson Mohawke, The Gaslamp Killer, Џош Винк, Moderat, Обојени програм, , Руи да Силва, Соломун, , Ритам нереда, , Ајда Енгберг, , Репетитор, С.А.Р.С, Велики презир, Бомбардер, |         |
| 2011.                          | Петроварадинска тврђава, Нови Сад | 7—10. јул                                     | 170.000   | · | , Карл Крејг, Феде Ле Гранд, Digitalism, House of Pain, Марко Карола, DJ Sneak, Паул Калкбренер, , Партибрејкерс, , Стив Аоки, , , Џејмс Забијела, С.А.Р.С, Laibach, Јорис Ворн, Аркона, Грамофонџије, , Маја Џејн Коулс, , , Дени Берд & MC Dynamite, Photek, Јоахим Гаро, и , Мизар, Marsheaux, Александер Роботник, Ева Браун, , Суперхикс, , Велики презир, Нежни Далибор |         |
| 2012.                          | Петроварадинска тврђава, Нови Сад | 12—15. јул                                    | 150.000   | · Ерика Баду · | , Ричи Хотин, и , & , Лоран Гарније, и , и , , Кени Ларкин, , и , , Мејсио Плекс, When Saints Go Machine, Партибрејкерс, , Сеун Кути & Egypt 80, D.R.I, Џими Едгар, , Гоблини, Обојени програм, Електрични оргазам, Street Dogs, Џорџ Фицџералд, Едо Мајка, Горибор, , Love HuntersМајк Маго, DAT Politics |         |
| 2013.                          | Петроварадинска тврђава, Нови Сад | 10—14. јул                                    | 200.000   | · Давид Гета · | & Rage, Ерик Придс, Џеф Милс, Стив Анђело, , , Кери Чандлер, Марк Најт, , (отказано), Sbtrkt, Сет Трокслер, Ана Поповић, Бјесови, Бомбардер, & , Човек без слуха, Деца лоших музичара, Delilah, Дениз Куртел, и , Дубиоза колектив, Панкрти, Pero Defformero, Пикник, Prong, Рамбо Амадеус, Репетитор, и Џорџ Фицџералд, , ЗАА, Жанамари & |         |
| 2014.                          | Петроварадинска тврђава, Нови Сад | 10—13. јул                                    | 185.000   | Дејмон Албарн · Глорија Гејнор · & Ен-Мари · Афроџек и · Карл Кокс и Дени Тенаља · | , , Бен Клок и Марсел Детман, Београдски синдикат, Бомбај штампа, Карл Крејг и Green Velvet, Дисциплина кичме, и Пол Вулфорд, и , , Хајди и Ким Ен Хоксман, Jaguar Skills, Мејсио Плекс и Дени Дејз, , С.А.Р.С, & , и , Влада дивљан & , Партибрејкерс, Ритам нереда, Репетитор |         |
| 2015.                          | Петроварадинска тврђава, Нови Сад | 9—12. јул                                     | 190.000   | · Емели Санде · Џон Њуман · Ману Чао · Мартин Гарикс · | Крис Либинг, , Том Одел, Адам Бејер и Џозеф Капријати, и , Душко Гојковић и Big Band RTS, , Франческа Ломбардо, Гоблини, и , Хладно пиво, Канда, Коџа и Небојша, Коља и гробовласници, , Никол Мудејбер, Nuclear Assault, Octave One Live, Оливер Хелденс, Рамбо Амадеус, и Роман Флигел, , |         |
| 2016.                          | Петроварадинска тврђава, Нови Сад | 7—10. јул                                     | 195.000   | · Давид Гета · Ели Голдинг · | , , Мејсио Плекс, Ники Ромеро, Ричи Хотин, Робин Шулц (отказано), Оливер Хелденс, , Дејв Кларк, (отказано), Jackmaster, Марко Карола, Нина Кравиц, Соломун, Sigma, Вилкинсон и , Божо Врећо & Халка, Дисциплина кичме, , Федер, Ернан Катанео и Хенри Саиз, Џејмс Забијела, Јосипа Лисац, & Едо Мајка, , Мориц фон Освалд, , , Рене Лавис, Сем Фелт, , Сања Илић & Балканика, Грејам Кенди, Lollobrigida, Репетитор, Ритам нереда, |         |
| 2017.                          | Петроварадинска тврђава, Нови Сад | 5—9. јул                                      | 215.000   | · Џејсон Деруло · Лијам Галагер · Алан Вокер · Џејк Баг · Рошин Мерфи · Дјук Думонт · Џеф Милс · Нина Кравиц · Паул Калкбренер · Соломун и                                                                                             | , и , Џејми Џоунс, Робин Шулц, Никол Мудејбер, Booka Shade, Елен Алијен, и Ребека, , , Машру Лејла, , Аркона, и , Шарлот де Вит, , Едо Мајка, Масимо, Забрањено пушење, Звонко Богдан, Бјесови, Обојени програм, Визија |         |
| 2018.                          | Петроварадинска тврђава, Нови Сад | 12—15. јул                                    | 200.000   | Давид Гета · Грејс Џоунс · Мартин Гарикс · Алис Мертон · Џекс Џоунс · Зиги Марли · Адам Бејер и Ајда Енгберг · Карл Крејг · Гај Гербер · Џозеф Капријати · Мејсио Плекс · Нина Кравиц · Ричи Хотин · Соломун ·                         | Амели Ленс, Asian Dub Foundation, Бен Клок, Борис Брејха, Бурак Јетер, Cockney Rejects, Данијел Ејвери, и , , Хелена Хауф, , Махмут Орхан, Севдализа, Бајага и инструктори, Бојана Вунтуришевић, Brujeira, Крејг Ричардс и Николас Луц, Elderbrook, Гоблини, и , Ритам нереда, (отказано), Ватра, Ђорђе Миљеновић, Mud Factory |         |
| 2019.                          | Петроварадинска тврђава, Нови Сад | 4—7. јул                                      | 200.000   | · Карл Кокс и Мејсио Плекс · Паул Калкбренер · (отказано) · Махмут Орхан · Соломун и · Том Вокер · Џеф Милс · Амели Ленс · | Шарлот де Вит, Lost Frequencies, Борис Брејха, Пеги Гу, (отказано), Филип Х. Анселмо & , , Ли Бариџ, Себастјен Леже, GRiZ, Тарја Турунен, , Моника Крузе, , Партибрејкерс, Ритам нереда, Буч Кесиди, Френки, Контра, Индиго, Звонко Богдан, Кал, |         |
| 2020. (отказано)               | Петроварадинска тврђава, Нови Сад | 9—12. јул (одложено) 13—16. август (отказано) | Н/Д       | Амели Ленс · Борис Брејха · Мејсио Плекс и · Нина Кравиц · Паул Калкбренер · Робин Шулц · Соломун · Давид Гета · Џејмс Артур · | Бурак Јетер, DJ Regard, Гоблини, Јулијана Хакстабл, Laibach, Марсел Детман, Масимо, Обојени програм, и , |         |
| 2020. (полувиртуелни фестивал) | Петроварадинска тврђава, Нови Сад | 3—6. септембар                                | 1.000     | Адам Бејер · (виртуелно) · Карл Кокс (виртуелно) · Шарлот де Вит · Нина Кравиц (виртуелно) · Пол ван Дајк (виртуелно) | Бен Клок, Бурак Јетер, Махмут Орхан, Марсел Детман |         |
| 2021.                          | Петроварадинска тврђава, Нови Сад | 8—11. јул                                     | 180.000   | · Амели Ленс · Шарлот де Вит · (отказано) · Паул Калкбренер · Мејсио Плекс · Нина Кравиц · Робин Шулц · Асаф Авидан · Борис Брејха (отказано) · Пол ван Дајк · Давид Гета · Ерик Придс и (отказано) · Соломун · Џонас Блу · (отказано) | Буч Кесиди, Хладно пиво, (отказано), и , (отказано), Senidah, Гоблини, Топић, Van Gogh, Хани Диџон (отказано), (отказано), Meduza, Laibach, Масимо, Рундек & екипа, Амира Медуњанин, Обојени програм, Ајс Нигрутин & Тимбе, Ида Престер + Lollobrigida, Јулијана Хакстабл, , (отказано) |         |
| 2022.                          | Петроварадинска тврђава, Нови Сад | 7—10. јул                                     | 200.000   | Афроџек · Иги Азејлија · Калвин Харис · Џејмс Артур (отказано) · Џекс Џоунс · Адам Бејер и Енрико Санђулијано · Мејсио Плекс · Борис Брејха · Алок ·                                                                                   | , , Хани Диџон, Молчат дома, , Џоел Кори, (отказано), Констракта, (отказано), , , Моуз и Сем Гарет, Бојана Вунтуришевић, Марчело, (отказано), Џајковски, Вуча (Darkwood Dub), Амајлија, Деца лоших музичара, |         |
| 2023.                          | Петроварадинска тврђава, Нови Сад | 6—9. јул                                      | 200.000   | · Ерик Придс · (отказано) · | Амели Ленс, Нина Кравиц, , Бурак Јетер, , , Бен Бемер, , Махмут Орхан, Onyx, Авалон Емерсон, , и , Бојана Вунтуришевић, (отказано), Atheist Rap, Бомбардер, , Лора Ескуде, Смоке Мардељано и Ајс Нигрутин |         |
| 2024.                          | Петроварадинска тврђава, Нови Сад | 10—14. јул                                    | 210.000   | Бурак Јетер & Димаш Кудајберген · Карл Кокс · Оливер Три · Џон Њуман · Том Морело · Стив Анђело · | Rudimental, Azahriah, Кенја Грејс, , , Хелена Хауф, Teya Dora, Dub FX, Хенри Саиз, Сама Абдулхади, , , Сем Дивајн & Хана Вонтс, The Exploited, Urban & 4, Вили Вилијам, , Ритам нереда, Ника Турковић, Филип Балош, Ива Лоренс, Марчело, | [ 171 ] |
| 2025.                          | Петроварадинска тврђава, Нови Сад | 10—13. јул                                    | Н/Д       | · Ерик Придс · Френк Картер · Амели Ленс · Нина Кравиц · Јусуке Јукимацу · Лорен (отказано) · Борис Брејха · Индира Паганото · Сара Ландри                                                                                             | , |         |
| 2026.                          | Кеопсова пирамида, Гиза           | Н/Д                                           | Н/Д       | Н/Д | Н/Д | Н/Д     |

## Сцене
Иако сваке године фестивал има другачији број и распоред сцена, неке од њих се посебно издвајају:
- Главна сцена има капацитет од 35.000 људи. То је највећа сцена на Егзиту на којој наступају најзвучнија имена конкретне фестивалске године. Главна сцена именована је у Тесла Јуниверс (енгл. Tesla Universe) сцену, 2024. године, у част великог проналазача Николе Тесле [179].
- Денс арена (енгл. Dance Arena) је једна од највећих плесних арена у Европи са капацитетом од 25.000 људи. Смештена је у шанцу између зидина тврђаве и у њој се пуштају сви облици електронске плесне музике.
- Експлозив сцена има капацитет од 5.000 људи. На њој се углавном пуштају метал и панк.
- Фјужен сцена (енгл. Fusion Stage) је резервисана за домаће и регионалне рок, поп и друге бендове.
- Но Слип НС сцена (енгл. No Sleep NS Stage) је друга по величини електронска бина фестивала која окупља извођаче из домена алтернативне електронике.

Дисконтинуиране сцене:
- Електрана (енгл. Electrana Stage) представи пресек домаће и регионалне електро сцене. Електрана пружа, пре свега, подршку и прилику младим, неафирмисаним ауторима, као и оним извођачима који никада нису гостовали у Србији, да се представе кроз своје електро, електро-поп и синт-поп наступе.
- Суба сцена (енгл. Suba Stage) је посвећена новосадском композитору Митру Суботићу Суби.[180]